# Leviathan (album)
 For alternative betydninger, se Leviathan. (Se også artikler, som begynder med Leviathan)
Leviathan er et konceptalbum af amerikanske Mastodon som blev udgivet i 2004 på Relapse Records. Leviathan bygger på fortællingen om Moby Dick, og albummet repræsenterer vand-elementet.

## Trackliste
1. "Blood and Thunder" – 3:49
2. "I Am Ahab" – 2:45
3. "Seabeast" – 4:15
4. "Ísland" – 3:27
5. "Iron Tusk" – 3:03
6. "Megalodoon" – 4:22
7. "Naked Burn" – 3:43
8. "Aqua Dementia" – 4:12
9. "Hearts Alive" – 13:39
10. "Joseph Merrick" – 3:33